# Home! Sweet Home!

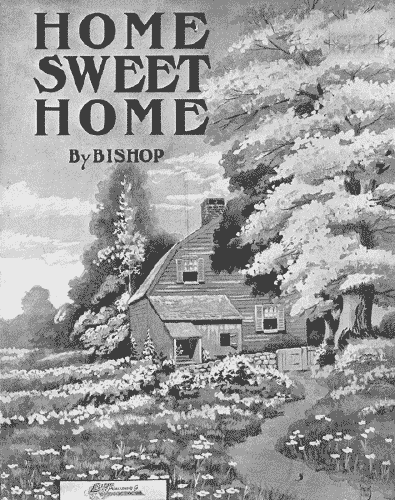
Copertina dello spartito di una versione pubblicata nel 1914.

Home! Sweet Home! (nota anche come Home, Sweet Home, in italiano: Casa, dolce casa o There's No Place Like Home, in italiano: Nessun posto è come casa) è una popolare canzone inglese risalente al XIX secolo.  Proviene dall'operetta del 1823 Clari, or the Maid of Milan, musicata su libretto dell'attore e drammaturgo americano John Howard Payne dall'inglese Sir Henry Bishop. Le parole sono le seguenti:
Mid pleasures and palaces though we may roam,
Be it ever so humble, there's no place like home;
A charm from the skies seems to hallow us there,
Which seek thro' the world, is ne'er met elsewhere.
Home! Home!
Sweet, sweet home!
There's no place like home
There's no place like home!
Già nel 1827 questa canzone venne citata dal compositore svedese Franz Berwald nel suo Konzertstück per Fagotto e Orchestra (sezione centrale, Andante). Gaetano Donizetti usò il tema nell'opera Anna Bolena (1830), nel cantabile della protagonista Cielo, a' miei lunghi spasimi (atto II, scena 3ª).
Viene anche adoperata nella Fantasia on British Sea Songs di Sir Henry Wood e nella Fantaisie sur deux mélodies anglaises per organo op. 43 di Alexandre Guilmant (ambedue citano anche Rule, Britannia!).
Nel 1857 il pianista e compositore Sigismond Thalberg scrisse una serie di variazioni per pianoforte (op. 72) sul tema di Home! Sweet Home!.
A quel che si dice, l'esecuzione della canzone venne proibita negli accampamenti dell'Union Army durante la Guerra civile americana, poiché richiamava il focolare domestico incitando così verosimilmente alla diserzione.

## Usi cinematografici
- Alla canzone e alla vita di John Howard Payne s'ispira il film biografico muto del 1914 Amore di madre, di David W. Griffith.
- Il compositore e arrangiatore Herbert Stothart adopera la melodia come sottofondo alla scena finale del film del 1939 Il mago di Oz.
- La canzone viene suonata nel ballo natalizio nel film musicale del 1944 Incontriamoci a Saint Louis, quando Esther (Judy Garland) balla con il nonno.
- La canzone è citata nel film Arsenico e vecchi merletti (1944), quando Jonathan parla per la prima volta con le zie.
- Alcuni dei cani nel canile nel film di Walt Disney Lilli e il vagabondo (1955) ne latrano le note.
- La canzone è famosa in Giappone col titolo Hanyū no Yado (埴生の宿?). È stata adoperata in film come L'arpa birmana (1956)[2] e Una tomba per le lucciole (1988).
- I versi «Mid pleasures and palaces though we may roam, / Be it ever so humble, there's no place like home» sono citati nel film di Walt Disney Magia d'estate (1963).
- La versione di Thalberg del brano viene suonata dalla protagonista nel film australiano Il sapore della saggezza (The Getting of Wisdom) (1977).
- La canzone è citata nel film Amityville Possession (1982).
- La melodia è stata inserita nella colonna sonora di Billy Madison (1995).

## Curiosità
- Era un brano particolarmente caro al presidente Abraham Lincoln e a sua moglie, che lo richiesero in un'esibizione alla Casa Bianca nel 1862 della cantante lirica Adelina Patti.
- La canzone viene usata nella stazione di Senri-Chūō della ferrovia Kita-Ōsaka Kyūkō.